# A Flor do Pântano
Tammy and the Bachelor (bra/prt: A Flor do Pântano) é um filme estadunidense de comédia romântica de 1957, dirigido por Joseph Pevney, com roteiro de Oscar Brodney baseado no livro Tammy Out of Time, de Cid Ricketts Sumner.
É o primeiro de quatro filmes com a personagem "Tammy".

## Elenco
- Debbie Reynolds...Tambrey 'Tammy' Tyree
- Leslie Nielsen...Peter Brent
- Walter Brennan...Avô (John) Dinwitty
- Mala Powers...Barbara Bissle
- Sidney Blackmer...Professor Brent
- Mildred Natwick...Tia Renie
- Fay Wray...Madame Brent
- Philip Ober...Alfred Bissle
- Craig Hill...Ernie
- Louise Beavers...Osia, a cozinheira

## Sinopse
Tambrey "Tammy" Tyree é uma adolescente de dezessete anos de idade (na vida real, a atriz Debbie Reynolds contava com 25 anos e estava grávida) que vive numa velha casa-barco nos limites de um pântano na Louisiana com o seu idoso avô John Dinwitty e com Nan, a cabritinha de estimação. Um dia eles resgatam de um acidente de avião o jovem bastante ferido Peter Brent, que mora na cidade próxima de Brentwood Hall com sua família aristocrática decadente numa enorme mansão. Tammy se apaixona por Peter mas em poucas semanas ele se recupera e volta para seu lar. Pouco tempo depois o avô de Tammy é preso por fabricar aguardente ilegal (moonshine, de milho fermentado) com o que pretendia conseguir dinheiro para enviar a jovem para a escola. Ele então a manda ir para a casa de Peter, a quem pedira para que cuidasse dela. Na grande casa, Tammy se relaciona com a família e aos poucos encanta a todos com seu jeito, ao mesmo tempo inocente e astuto.

## Prêmios e indicações
| Prêmio        | Categoria                              | Recipiente                | Resultado                    |
| ------------- | -------------------------------------- | ------------------------- | ---------------------------- |
| Oscar 1958    | Melhor canção original                 | Jay Livingston, Ray Evans | Indicado                     |
| Laurel Awards | Melhor performance feminina em comédia | Debbie Reynolds           | 2.º lugar[carece de fontes?] |
| Laurel Awards | Melhor comédia                         | Melhor comédia            | 3.º lugar[carece de fontes?] |

## Outros filme de Tammy
- Tammy Tell Me True (1961) - Sandra Dee substitui Debbie Reynolds e conta com uma nova canção-tema, "Tammy Tell Me True". Também é introduzida a personagem Madame Annie Call, interpretada por Beulah Bondi.
- Tammy and the Doctor (1963) - Peter Fonda interpreta o interesse romântico de Tammy (novamente interpretada por Sandra Dee), Dr. Mark Cheswick. Adam West tem uma pequena participação como Dr. Eric Hassler.
- Tammy and the Millionaire (1967) - reeditado como o quarto filme de cinema com a personagem Tammy, a partir de quatro episódios da série de televisão de 1965. Aqui, o sobrenome de Tammy é Tarleton e é interpretada por Debbie Watson.